# Scapino (winkelketen)
Scapino is ontstaan uit een schoenenwinkel in de Drentse plaats Zweeloo.

## Geschiedenis
Berend Ziengs (geboren te Valthe, 1920) begon daar de eerste winkel van 'Ziengs schoenen'. Er werden schoenen verkocht in de hogere prijsklasse. Uit deze formule is in de jaren 1970 Scapino ontstaan. Berend Ziengs was verantwoordelijk voor de opzet hiervan.
Scapino is een discountzaak met een sobere inrichting en lage prijzen. Scapino had in 2016 in Nederland 165 vestigingen en is ook online actief. De winkels die het bedrijf in België en Duitsland had waren toen afgestoten. Het servicekantoor en distributiecentrum van het bedrijf bevinden zich in Assen. 
Bert en Henk Ziengs, zonen van Berend, waren vanaf midden jaren tachtig eigenaar van Scapino. De keten werd in 1997 overgenomen door Vendex KBB. In 2002 werd de keten vervolgens verkocht aan het Retail Network, om in 2006 eigendom van de Maastrichtse Macintosh Retail Group te worden.
Het aantal medewerkers nam af van 3500 in 2008 naar 2100 in 2014. Het grootste deel van de winst was afkomstig uit de verkoop van schoenen, de rest uit sport- en kledingartikelen. Vanaf medio 2012 ging Aktiesport ruimte binnen de Scapino-winkels huren. Nadat eind 2015 Macintosh failliet werd verklaard ging ook Scapino failliet. Henk Ziengs nam vervolgens het bedrijf over voor bijna 19 miljoen euro.
Er volgde een doorstart met 165 winkels en ca. 1150 personeelsleden. De samenwerking met Aktiesport werd beëindigd. Eind 2017 werd een vernieuwingstraject ingezet met een inhoudelijke verbetering van de winkelformule als doel.

## Ziengs Schoenen
De Ziengs schoenenzaken waren vanaf 1995 eigendom van Bert Ziengs, dit bedrijf stond geheel los van Scapino. In 2007 nam diens broer Henk Ziengs het bedrijf over. Henk Ziengs stopte in december 2015 als algemeen directeur. Hij werd opgevolgd door Linda Keijzer, die echter na elf maanden al weer vertrok en opgevolgd werd door Edward Doornbos en Mark Berkhout. Ziengs verkoopt schoenen in het midden- en hogere prijssegment. De keten Ziengs telt tachtig winkels, daarnaast heeft het bedrijf nog bijna dertig winkels onder een andere naam zoals Ecco, Tamaris of TMS. Er zijn in Nederland circa 950 werknemers.